# الضبابشة
الضبابشة إحدى قرى مركز زفتى التابع لمحافظة الغربية بجمهورية مصر العربية. أصلها من توابع قرية كفر كلا الباب حتى فصلت عنها سنة 1230 هـ.

## السكان
بلغ عدد سكان الضبابشة 2866 نسمة حسب تقدير عام 2018.
| السنة  | 1882 | 1897 | 1907 | 1927 | 1947 | 1960 | 1976 | 1986 | 1996 | 2006  | 2018 |
| ------ | ---- | ---- | ---- | ---- | ---- | ---- | ---- | ---- | ---- | ----- | ---- |
| القرية | 3891 | 1277 | 1506 | 1779 | 1626 | 1644 | 1948 | 2122 | 2314 | 2,704 | 2866 |